# Daffy Duck e l'isola fantastica
Daffy Duck e l'isola fantastica (Daffy Duck's Movie: Fantastic Island) è un film del 1983 diretto da Friz Freleng, Phil Monroe, Chuck Jones e Robert McKimson. È un film d'animazione dei Looney Tunes composto da una raccolta di cortometraggi classici Warner Bros. e sequenze animate di raccordo, con protagonisti Daffy Duck e Speedy Gonzales. Questo fu il primo film antologico dei Looney Tunes a concentrarsi su Daffy Duck, poiché i precedenti avevano come protagonista Bugs Bunny.
Una nota nei titoli di coda dedica il film all'animatore e sceneggiatore John W. Dunn, "che l'ha ispirato". Dunn morì d'infarto a San Fernando, in California, il 17 gennaio 1983. Il film uscì nei cinema il 5 agosto dello stesso anno.

## Trama
La premessa dell'animazione di raccordo era una parodia generale della popolare serie televisiva degli anni '70/'80 Fantasilandia, con Daffy e Speedy che interpretano delle caricature dei personaggi principali della serie, rispettivamente il signor Roarke e Tattoo. Hanno anche gli abiti bianchi indossati in quella serie dai due personaggi.
La coppia, bloccata su un'isola deserta per mesi con nient'altro che un albero di cocco, scopre una mappa del tesoro che li porta ad un magico pozzo dei desideri parlante. L'avido Daffy propone di utilizzare il potere del pozzo, che obbedisce ai comandi di chi possiede la mappa, per rendere sé stesso e Speedy ricchi con la vendita di desideri ad alto prezzo, e fa in modo che il pozzo trasformi l'isola in un paradiso turistico. Questo mette in mostra la miopia del moderno Daffy insieme alla sua avidità, poiché avrebbe potuto facilmente utilizzare il pozzo per sé stesso per avere tutta la ricchezza che desiderava. Mentre vari personaggi animati della Warner Bros. arrivano al pozzo, i loro desideri sono soddisfatti attraverso le vicende di un classico cartone animato Warner.
Nel frattempo, Yosemite Sam, che interpreta un pirata, e il suo primo ufficiale, Taz, cercano la mappa, che originariamente apparteneva a loro (avevano perso in precedenza la loro nave in una battaglia con Bugs Bunny). Scoprono che chi ha preso la mappa ha le piume nere. Alla fine, la mappa viene persa da tutti dopo essere stata bruciata quando l'inseguimento arriva fino ad un vulcano, e Daffy, Speedy, Sam e Taz finiscono intrappolati sull'isola nuovamente deserta. Il pozzo dice al gruppo di poter esaudire ancora tre desideri complessivi, ma li avverte di utilizzarli con saggezza perché saranno le ultime possibilità. Dopo che Daffy e Speedy sprecano i loro desideri (Speedy desidera un burrito, quindi Daffy augura rabbiosamente a Speedy che il burrito gli si attacchi al naso, un ovvio riferimento alla fiaba di Perrault), Daffy chiede a Sam di desiderare che il burrito si stacchi dal naso di Speedy. La coppia però scopre che Sam ha già desiderato una nave, abbandonando Daffy, e dicendo loro che dopo che avrà preso Bugs tornerà a prenderli.

## Produzione
Questi sono i cortometraggi classici nell'ordine in cui sono stati usati nel film:
- Capitan Hareblower (Captain Hareblower) (il pirata Sam vs. Bugs Bunny)
- Stupor paper (Stupor Duck) (il desiderio di Daffy)
- Goloso di Titti (Greedy for Tweety) (il desiderio della nonna)
- Don Giovanni nel pollaio (Banty Raids) (il desiderio di Foghorn)
- Louvre torna da me! (Louvre Come Back to Me) (il desiderio di Pepe Le Pew)
- Botte piccola, vino buono (Tree for Two) (il desiderio di Spike e Chester)
- Curtain Razor (il desiderio di Porky Pig)
- Fagotto a sorpresa (A Mouse Divided) (il desiderio della moglie di Silvestro)
- La gallina sul tetto che scotta (Of Rice and Hen) e Marito cercasi (Lovelorn Leghorn) (il desiderio di Prissy, con l'inizio del primo e la trama del secondo)
- Da coniglio a erede (From Hare to Heir) (il desiderio del pirata Sam)

## Distribuzione

### Edizione italiana
In Italia il film uscì direttamente in VHS e in inglese. Nel doppiaggio italiano, realizzato successivamente per la televisione, la voce iniziale traduce il titolo come "L'isola fantastica", ma esso non è mai stato usato ufficialmente. Inoltre Pepe Le Pew viene chiamato "Pepe Le Puzz". Si tratta dell'ultima produzione dei Looney Tunes ad essere stata doppiata dalla Effe Elle Due.

## Curiosità
Nel 1981 venne messo in commercio un puzzle che mostrava 105 Looney Tunes. Tra i personaggi ce n'erano tre che non erano mai apparsi nell'animazione, identificati come Hoppy, Hysterical Hyram e Minniesoda Fats. In una scena di Daffy Duck e l'isola fantastica, Hoppy e Hysterical Hyram sono visti in attesa di esaudire i loro desideri (insieme ad altri due personaggi non identificati, cioè un cane bianco e un topolino con un cappello). È la loro unica apparizione conosciuta nell'animazione.